# Вайнмор (Пенсільванія)
Вайнмор (англ. Wyndmoor) — переписна місцевість (CDP) в США, в окрузі Монтгомері штату Пенсільванія. Населення — 5853 особи (2020).

## Географія
Вайнмор розташований за координатами 40°5′8″ пн. ш. 75°11′39″ зх. д. / 40.08556° пн. ш. 75.19417° зх. д. (40.085619, -75.194100).  За даними Бюро перепису населення США в 2010 році переписна місцевість мала площу 4,26 км², уся площа — суходіл.

## Демографія
Згідно з переписом 2010 року, у переписній місцевості мешкало 5498 осіб у 2065 домогосподарствах у складі 1412 родин. Густота населення становила 1290 осіб/км².  Було 2126 помешкань (499/км²).
Расовий склад населення:
| - 75,1 % — білих - 18,8 % — чорних або афроамериканців - 3,3 % — азіатів - 0,2 % — корінних американців |

До двох чи більше рас належало 1,9 %. Частка іспаномовних становила 2,5 % від усіх жителів.
За віковим діапазоном населення розподілялося таким чином: 19,7 % — особи молодші 18 років, 57,7 % — особи у віці 18—64 років, 22,6 % — особи у віці 65 років та старші. Медіана віку мешканця становила 48,5 року. На 100 осіб жіночої статі у переписній місцевості припадало 83,9 чоловіків;  на 100 жінок у віці від 18 років та старших — 80,6 чоловіків також старших 18 років.
Середній дохід на одне домашнє господарство  становив 130 219 доларів США (медіана — 85 244), а середній дохід на одну сім'ю — 152 564 долари (медіана — 106 625). Медіана доходів становила 78 542 долари для чоловіків та 68 851 долар для жінок. За межею бідності перебувало 4,6 % осіб, у тому числі 3,5 % дітей у віці до 18 років та 7,2 % осіб у віці 65 років та старших.
Цивільне працевлаштоване населення становило 2620 осіб. Основні галузі зайнятості: освіта, охорона здоров'я та соціальна допомога — 38,5 %, науковці, спеціалісти, менеджери — 19,4 %, фінанси, страхування та нерухомість — 10,5 %, роздрібна торгівля — 6,8 %.